# Johnnie Davis

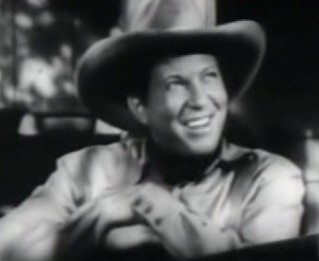
Johnnie Scat Davis (1938)

Johnnie „Scat“ Davis (auch Johnny „Scat“ Davis, * 11. Mai 1910 in Brazil (Clay County), Indiana als John Gustave Davis; † 28. November 1983 in Pecos (Texas)) war ein US-amerikanischer Trompeter, Scat-Sänger und Bigband-Leader im Bereich des Swing und der Populären Musik sowie Schauspieler.

## Leben
Johnnie „Scat“ Davis spielte schon als Kind Kornett und als Jugendlicher in der Brazil Concert Band, die von seinem Großvater geleitet wurde; er begann seine Karriere, nachdem er in verschiedenen lokalen Ensembles, wie den Jack O'Grady's Varsity Entertainers gespielt hatte, Anfang der 1930er Jahre als Trompeter und Bandsänger in den Orchestern von Jimmy Joy in Louisville und bei Austin Wylie, wo auch sein Jugendfreund aus Terre Haute, der Pianist Claude Thornhill spielte. Davis wechselte dann zu Fred Waring and his Pennsylvanians, mit dem er erstmals nach Hollywood kam. 1933 ging er nach New York, spielte dort mit einem eigenen Trio und auch bei Red Nichols (1933), Will Osborne, Smith Ballew und Glen Gray.
Bekannt wurde er nun ab 1937 durch seine Mitwirkung in einigen Hollywood-Filmen, vor allem durch den Streifen Hollywood Hotel, in dem Davis den Titel Horray for Hollywood sang, den Johnny Mercer und Richard A. Whiting geschrieben hatten. Scat Davis spielte insgesamt in 15 Filmen mit; oft – wie in einigen frühen Ronald-Reagan-Filmen wie Brother Rat – in der Rolle des singenden Cowboys. 1937 wirkte er auch in einem Film mit Dick Powell mit, in dem er einen Auftritt als Komiker und Sänger hatte. Seine Filmkarriere endete 1944 mit Knickerbocker Holiday. Songmaterial aus diesen Streifen mit Scat Davis fand 1973 in Robert Altmans Chandler-Verfilmung Der Tod kennt keine Wiederkehr Verwendung.
Schon Anfang der 1930er Jahre nahm er einige Nummern mit seinem eigenen Trio auf; von 1935 bis 1937 leitete er eine eigene Tanzband. Ende der 1930er Jahre tourte er erneut an der Westküste mit eigener Bigband, in der auch der 16-jährige Buddy DeFranco spielte, und hatte ein erfolgreiches Engagement im Blackhawk Restaurant in Chicago. Die Arrangements schrieb sein Bruder, der Trompeter Art Davis.
Im Jahr 1940 begann der fünfzehnjährige Dodo Marmarosa seine Karriere in der Scat Davis-Band; 1943 begleitete sein Band die Striptease-Tänzerin Ann Corio auf einer Tour. Seine nach Einschätzung von Leo Watson musikalisch beeindruckendste Band war das kurzlebige Ensemble, mit dem Davis Mitte der 1940er Jahre arbeitete, in dem u. a. der Saxophonist Joe Reisman spielte. 1946 traten sie auch im Claridge Hotel in Memphis (Tennessee) auf. Später arbeitete Scat Davis noch mit kleineren Formationen. Er nahm auch einige Schallplatten für Decca auf.
1951/52 arbeitete Scat Davis beim Sender WXYZ-TV in Detroit, wo er in einem Morgenprogramm mit einem Trio oder Quartett auftrat sowie am Freitagabend in der Sendung Jazz Nocturne. Er zog später nach Texas, wo er noch bis in die späten 1960er Jahre mit eigenen Bands arbeitete. Johnnie Davis starb bei einem Jagdausflug an einem Herzinfarkt.

## Filmografie (Auswahl)
- 1937: Hollywood Hotel
- 1938: Cowboy from Brooklyn
- 1938: Brother Rat
- 1939: A Child is Born
- 1943: Sarong Girl
- 1944: Knickerbocker Holiday

## Diskographische Hinweise
- Johnny „Scat“ Davis (King, 1959)